# Rida al-Rikabi
Ali Rida Pasha al-Rikabi (1868-25 de mayo de 1943), fue el primer ministro en la Siria moderna, también primer ministro de Jordania.

## Resumen
Durante la última etapa del Imperio otomano en el Oriente Medio, al-Rikabi ocupó prominentes cargos. Después de que los turcos otomanos desintegraran los territorios árabes en 1918, se formó el primer gabinete en la historia de Siria bajo el mandato del príncipe Faisal, tercer hijo Sharif Hussain de La Meca. Más tarde, durante dos periodos (1922 y 1924-1926) como primer ministro en Jordania, al-Rikabi estableció un sistema administrativo y financiero de Jordania. Apoyó la revuelta siria de 1925 contra el Mandato francés mientras era primer ministro de Jordania.

## Durante el mandato otomano
Ali Rida Pasha al-Rikabi provino de una familia de Damasco cuyo antepasado había emigrado de al-Rifa'i en el sur de Irak durante el siglo XVII. Al-Rikabi obtuvo su educación primaria en la Escuela Militar Rushdiya y también completo su educación secundaria en Damasco. Su extraordinario rendimiento en la escuala le ganó recomendaciones para ser enviado a la Universidad Militar en Estambul, donde estudió ingeniería militar y graduado como el más joven en su clase con el rango del personal importante. Fue más tarde comandante militar nombrado por el ejército otomano y vicegobernador en Jerusalén. Cuándo la constitución otomana fue proclamada en 1908 fue nombrado jefe de la sección especial en Estambul. De allí esté transferido a al-Medina al-Munawara donde fue nombrado Gobernador y Comandante Militar después de ser ascendido al rango de mayor general. Entonces viajó a Irak como Comandante Militar en Bagdad y Gobernador de Basora.
En vísperas de la Primera Guerra Mundial, los otomanos consultaron, entre otros comandantes de ejército, sobre su opinión de la participación de Turquía en la guerra apoyando a sus aliados alemanes. Al-Rikabi aconsejó el gobierno otomano quedar neutral en este conflicto europeo porque estaba bien consciente de la condición precaria del ejército otomano, sus anticuadas armas, munición insuficiente y débil formación. Este consejo dirigió el Triunvirato gobernante (Enver, Talat & Jamal), dirigentes de los Jóvenes Turcos, consideraron a al-Rikabi como un derrotista; Por lo tanto,  fue destituido y pasó a retirarse del ejército. Otros oficiales y miembros de los Jóvenes Turcos estaban entusiasta en su plan para entrar a la guerra, al lado de Alemania, su amigo y aliado. Cuándo al-Rikabi regresó a Damasco después de su despido, Jamal Pasha le nombró alcalde de Damasco y Jefe de Defensas para usar su conocimiento y experiencia, mientras los mantenía fuertemente vigilado. Al-Rikabi decidió aceptar estas dos posiciones para echar abajo las sospechas, cuando era de hecho uno de los fundadores de las primeras dos organizaciones secretas que plantó las semillas de nacionalismo árabe bajo el mandato otomano, nombrándola ‘La sociedad juvenil árabe' y ‘La sociedad de la Alianza'.

## Primer Gabinete sirio
Después de la insurgencia árabe (1916) y la derrota otomana por el ejército británico, el ejército árabe ingresó a Damasco el 1 de octubre de 1918. Ali Rida al-Rikabi fue nombrado jefe militar y gobernador del consejo de directores (i.e. primer ministro) de Siria bajo el príncipe Faisal hijo de rey Hussain de La Meca. El 8 de marzo de 1920 la Primera Conferencia siria (cuerpo representativo) anunció la independencia de Siria y proclamó a Faisal como rey. Al-Rikabi se convirtió en el primer ministro de Siria. Desde una base en el Líbano, el Ejército francés bajo el mando del general Gouraud atacó el pequeño ejército de voluntarios sirios reagrupados en Maysaloon, los derrotó, ingresaron a Damasco, proclamaron el mandato francés en Siria y en el Líbano y forzaron al rey Faisal abandonar Siria de manera inmediata.

## Al-Rikabi en Jordania
Cuándo al-Rikabi sentía que ya no podía participar más en la política siria bajo el Mandato francés, viajó de Damasco a Egipto, donde dejó a su familia y fue en a La Meca para conocer al rey Hussain de Hiyaz. El último le dirigió para proceder a Jordania y asistir a su segundo hijo el príncipe Abdullah, en la administración del Principado de Transjordania, formado nuevamente bajo el Mandato británico.
En Amán, el príncipe Abdullah encargó a Rida al-Rikabi formar su primer gabinete jordano en marzo de 1922. Luego, llevó a cabo la misión de establecer leyes y regulaciones adecuadas para el nuevo estado, particularmente en la administración y la gestión financiera. En octubre de ese año acompañó al príncipe Abdullah a Londres para realizar un tratado entre Gran Bretaña y Jordania y discutir los asuntos árabes en ellas.
Después de dejar al príncipe Abdullah, al-Rikabi permaneció en Londres para lograr un acuerdo con las autoridades británicas en la formulación del gobierno de Transjordania. Al-Rikabi tuvo éxito en obtener la aprobación de Gran Bretaña para la independencia parlamentaria del Estado, y excluir a Jordania de la Declaración de Balfour (por qué Gran Bretaña prometió establecer un estado judío en Palestina). Después de que al-Rikabi regresara a Jordania, el príncipe Abdullah se opuso en algunos términos de este acuerdo que llevó a al-Rikabi a renunciar a su cargo.
A principios de 1924, el príncipe Abdullah invitó a Ali Rida al-Rikabi a formar un nuevo gabinete jordano, esta vez en el consejo del rey Faisal de Irak, el hermano menor de Abdullah, quien había gobernado brevemente en Siria. Al-Rikabi declaró el programa de su gabinete para promover la justicia entre todos los ciudadanos, reformas económicas, empleando funcionarios competentes, erradicar la corrupción e instaurar la seguridad. Mientras que este tipo de programa pueda parecer rudimentario hoy en día,  fue una novedad cuándo los nuevos estados árabes nuevos fueron establecidos en el periodo posterior de cuatro siglos oscuros bajo la opresión otomana que solo acabó después de la Primera Guerra Mundial.
Durante el segundo mandato de al-Rikabi como primer ministro de Jordania, apoyó en secretos a la revuelta siria contra el mandato francés. Esto fue fuertemente respaldado por el rey Faisal de Irak, haciendo caso omiso a su hermano mayor, el príncipe Abdullah en asuntos respecto a las políticas del primer ministro al-Rikabi, quiénes establecían los planes tácticos para la revuelta siria, recibiendo bajas sirias en Jordania y canalizando la asistencia iraquí a combatientes sirios.
Después de que la revuelta siria fuese aplastada por los franceses, al-Rikabi renunció como primer ministro de Jordania, porque se convirtió una vez más imposible, trabajar al lado del príncipe Abdullah.

## Últimos años
Cuándo al-Rikabi dejó Jordania en 1926 vivió como un ciudadano privado por unos cuantos años en Jerusalén y Haifa porque los franceses le prohibieron de entrada a Siria por unos cuantos años antes de que pueda regresar a Damasco. En 1932 los esfuerzos coordinados por el rey Faisal de Irak, estableció el Partido Real y postuló para la presidencia de Siria. Los franceses apoyaron fuertemente a su rival y al-Rikabi perdió las elecciones.
Pasó los últimos diez años de su vida recluido en su casa, bajo la presión constante de los franceses y sus agentes. Su salud pronto empezó a fallar y falleció como un hombre indigente en mayo de 1942.